# (243097) Batavia
(243097) Batavia est un astéroïde de la ceinture principale.

## Description
(243097) Batavia est un astéroïde de la ceinture principale. Il fut découvert le 12 septembre 2007 à Gaisberg par Richard Gierlinger. Il présente une orbite caractérisée par un demi-grand axe de 2,68 UA, une excentricité de 0,03 et une inclinaison de 6,7° par rapport à l'écliptique.

## Compléments